# مروان عرفات
محمد مروان عرفات (5 يناير 1945 – 12 يونيو 2012) كان لاعب كرة قدم وحكم ومحلل رياضي ومحاضر أكاديمي وصحفي سوري.
ولد عرفات في حي ركن الدين في العاصمة دمشق، حيث أنهى دراسته الابتدائية والثانوية. وتابع دراسته في قسم الجغرافيا في جامعة دمشق. حصل على الدبلوم ودرجة الماجستير في التربية من جامعة دمشق. حصل لاحقاً على شهادة الدكتوراه في التربية الرياضية من الولايات المتحدة.
بحسب مصادر الحكومة السورية، أغتيل عرفات يوم 12 يونيو 2012 من قبل مسلحين مجهولين على طريق درعا-دمشق وأصابوا زوجته بجروح خطرة بالقرب من مركز نصيب الواقع على الحدود السورية الأردنية.